# Brian Skinner
Pour les articles homonymes, voir Skinner.
Brian Skinner, né le 19 mai 1976 à Temple au Texas, est un ancien joueur américain de basket-ball évoluant aux postes d'ailier fort et de pivot.

## Biographie
Drafté en 1998 en vingt-huitième position par les Clippers, Brian Skinner joue pour sept franchises NBA différentes en douze saisons dans la ligue. Coupé le 26 octobre 2010 par les Bucks, Skinner rejoint le Benetton Trévise début janvier de l'année suivante, puis retourne ensuite en NBA dans l'équipe des Grizzlies de Memphis.